# Liolaemus stolzmanni
Espèce
Synonymes
- Ctenoblepharys stolzmanni Steindachner, 1891
- Phrynosaura stolzmanni (Steindachner, 1891)
- Phrynosaura reichei Werner, 1907
- Ceiolaemus reichei (Werner, 1907)

Statut de conservation UICN

 EN  : En danger
Liolaemus stolzmanni est une espèce de sauriens de la famille des Liolaemidae.

## Répartition
Cette espèce est endémique du Chili.

## Description
C'est un saurien vivipare.

## Étymologie
Cette espèce est nommée en l'honneur de Jan Sztolcman.

## Publication originale
- Steindachner, 1891 : Über einige neue und seltene Reptilien- und Amphibienarten. Sitzungsberichte der Kaiserlichen Akademie der Wissenschaften, ser. 1, vol. 100, no 14, p. 289-313 (texte intégral).